# Монастырь Анапавса
Монастырь Анапавса (греч. Μονή Αγίου Νικολάου Αναπαυσά) — монастырь во имя святителя Николая в Греции, один из шести сохранившихся доныне Метеорских монастырей.
Чтобы посетить монастырь Анапавса, надо сначала подняться на холм по 143 ступеням к подножию скалы храма, а потом по 85 ступеням, высеченным в скале.
Время основания монастыря точно неизвестно. Полагают, что первые аскеты появились на этой маленькой и относительно низкой скале в XIII веке, а основателем обители был монах Никанор Анапавс. Либо название происходит от греч. «ἀνάπαυση» — успокоение, отдых. Поскольку скала, на которой стоит храм, имеет небольшую площадь, пригодную для строительства, все здания монастыря разворачивались в высоту.
На первом уровне расположена часовня Святого Антония, площадь её алтаря около 4 м², поэтому принять она может лишь одного священнослужителя.
На втором уровне — храм Святого Николая, построенный еще в XVI веке, а иконописное убранство для него чуть позже выполнил выдающийся художник с Крита — Феофан Стрелитзас Бафа.
На третьем уровне находятся кельи, старая трапезная, маленькая церковь Святого Иоанна Предтечи и своды, где хранятся мощи.

## Собор Святого Николая
Храм ограниченных размеров имеет неопределенную схему, застроенную по всей площади скалы. Неф четырехугольный, а основной храм имеет крестообразную форму и относится к так называемому «сжатому» типу. Его характерной особенностью является опора купола на невысокие кельи, в случае храма Анапавсаса — на заострённые кельи. Встречается такой тип в маленьких храмах и используется в тех случаях, когда невозможно развернуть полную крестообразную застройку. Известным образцом «сжатого» типа также является монастырь Хора в Константинополе. Самую неопределенную форму имеет святилище, которое на востоке заканчивается низким сводом.
Иконопись храма содержит надпись на восточной стене нефа, над нишей, что ведет в основной храм. Это первая подпись Феофана Стрелитзаса, названного Бафом, также известного как Феофан Критский:
«Сей Божественный и всечестной храм иже во святых отца нашего Николая полностью воздвигнут Преосвященным митрополитом Ларисским кир Дионисием, и преподобнейшим во иеромонасех кир Никанором и экзархом Стагонским, и братией. Расписан же он на средства недостойного Киприана, иеродиакона, 12 числа, месяца октября, 1527 года рукой Феофана монаха Критского - Стрелитзаса».
Оригинальный текст (греч.)ΑΝΙΓΕΡΘΗ ΕΚ ΒΑΘΡΩΝ Ο ΘΕΙΩС Κ(ΑΙ) ΠΑΝСΕΠΤΩС ΝΑΩС ΤΟΥ ΕΝ ΑΓΙΗС ΠΑΤΡΟС ΕΙΜΩΝ/ΝΙΚΟΛΑΟΥ • ΠΑΡΑ ΤΟΥ ΠΑΝΙΕΡΟΤΑΤΟΥ ΛΑΡΙСΗС • ΚΗΡ ΔΙΟΝΙСΙΟΥ • Κ(ΑΙ) ΤΟΥ ΩСΕΙΩΤΑΤΟΥ/ΕΝ ΙΕΡΟΜΟΝΑΧΕ(Ι)С • ΚΗΡ ΝΙΚΑΝΩΡΟС • Κ(ΑΙ) ΕΞΑΡΧΟΥ СΤΑΓΩΝ • Κ(ΑΙ) Τ(ΩΝ) ΕΥΡΙСΚΟΜΕΝΩΝ ΑΔΕΛΦΩΝ •ΕΙСΤΟ/ΡΙΘΗ ΔΕ • Κ(ΑΙ) ΔΙΑ ΕΞΟΔΟΥ ΤΟΥ ΕΥΤΕΛΟΥС [Κ]ΥΠΡΙΑΝΟΥ ΙΕΡΟΔΙΑΚΩΝΟΥ/ΕΤ(ΟΥС) ΖώΛς(1527) ΜΗΝΙ ΟΚΤΩΒΡΙΟΥ • ΙΒ • /ΕΝ IN (ΔIKTIΩNI) Αη/XEIP ΘEOΦANΗ M(ONA)X(OY) TOY EN TH/KPITH • CTREΛΗΤΖΑC.

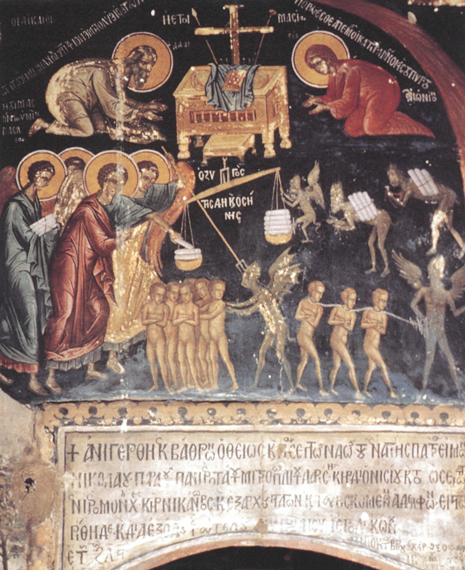
Надпись Феофана Стрелитзаса на нефе Собора сцена Второго Пришествия

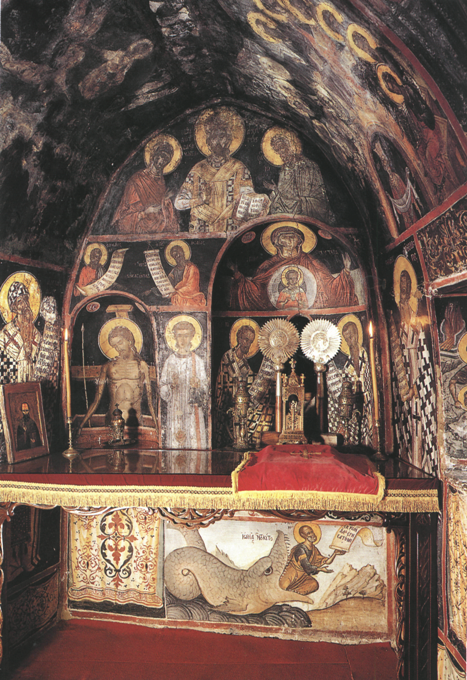
Алтарь Собора

Хотя собор Анапавсаса был первой масштабной работой художника, он все же смог очень удачно решить богатую иконописную программу, помехой этому не стала даже ограниченность пространства.
Главная фигура купола — Вседержитель, окруженный поясом, который олицетворяет Небесную Литургию. На самой вершине купола с рукописями в динамических позах изображения пророков Моисея, Аввакума, Иеремии, Михея, Исаии, Давида, Соломона, Ионы, Елисея и Ильи, а в остроконечных треугольниках — четверо евангелистов.
Под сводом храма находится Платитера Влахернити. В полукруге — святители — Великий Василий и Иоанн Златоуст. С восточной стороны, рядом со сводом, Иаков и пророк Исаия. Ниже первомученик архидиакон Стефан. На вершине храма — Молитва с Христом. В нижнем поясе восточной стены — пророк Иона в чреве кита. Под аркой изображены Воскресение Христово, Снятие с Креста, Пятидесятница, Рождество Христово.
На северной стене храма — Видение Петра Александрийского, Литос, Святой Афанасий Александрийский и Святой Кирилл Александрийский. Исследователи утверждают, что диакон, стоящий на коленях перед Кириллом, похож на живописца храма — иеродиакона Киприана. На южной стене храма изображены священнослужители Григорий Богослов, Иоанн Креститель и Спиридон. На внутренней стороне окна — Жертвоприношение Авраама.
Божественный круг продолжается и в основном храме, правда здесь он обогащён сценами страданий. Под сводом восточной башни расположены — Рождество, Сретение, Распятие и Снятие с Креста. Ниже, справа и слева от святилища, святые Николай и Иоанн Предтеча. В центре купола Благовещение, справа и слева по три мученика.
Под сводом южной башни изображены Крещение, Преполовение Пятидесятницы и Воскрешение Лазаря. Ниже — фигуры Святого Николая Молодого и Христофора. Святой Николай Молодой пришел в Фессалию воином для подавления восстания, но предпочел стать аскетом в монастыре Вунаинис. Его очень почитают в Фессалии. На куполе — Преображение и ниже святые Иаков Персянин, Артемий и Евстафий. На переднем плане южной башни — Архангел, окруженный шестью мучениками.
Под сводом северной башни сцены страданий: Суд Пилата, Поругание и Бичевание Христа, ниже — святые Нестор и Прокопий. На куполе — Успение Пресвятой Богородицы, справа и слева — святые Косма Маиумский и Иоанн Дамаскин. На нижнем поясе стены — святые Федор Тирон, Федор Стратилат, Димитрий, Георгий. На переднем плане северной башни — также Архангел с шестью мучениками.
На своде западной башни изображены — Отречение Петра, Совет Архиереев, Тайная вечеря. Ниже святые Константин, Елена и Меркурий. На куполе входа — Моление о чаше и Предательство Иуды. На нижнем поясе, вдоль входа — фигуры Архангелов Гавриила и Михаила.
Соответственно, иконописное богатство присуще также декорации нефа. Восточная стена представляет масштабную композицию Второго Пришествия.
Верхний пояс южной стены нефа занимают Сотворение Чуда, Искушение Христа, Исцеление в Вифезде и встреча Иисуса с самаритянкой. В нижней части фигуры монахов: святых Антония, Евфимия, Саввы, Феодосия Киновиарха, Феофания Грапта. Во внутренней части окна южной стены — святые Алексей и Иоанн Каливит.
В верхней, волнообразной части западной стены нефа изображены Успение Святого Николая, Исцеление слепого. Ниже — Богоматерь с Младенцем; на переднем плане свода — пророки Иеремия, Гедеон, Иаков, Моисей, Аарон и Иезекииль. Слева — святой отец Афанасий Метеорский, основатель метеорского монашества. Эти фигуры дополняют основатели монастыря Святого Николая: слева от Богоматери — Дионисий, митрополит Ларисы, справа от Святого Николая — иеромонах Никонор, экзарх Стагон. Рядом со Святым Никанором — Симеон Столпник. На сопредельной стороне северного свода западной стены — Три Кары, Даниил в яме со львами. Рядом — Святой Пахомий и ангел.

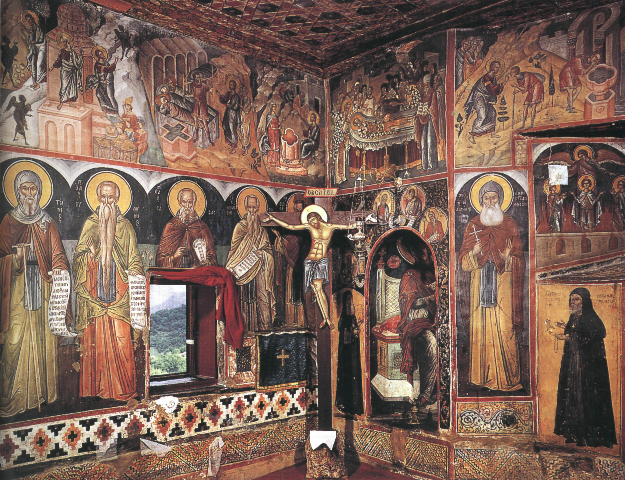
Юго-западная сторона нефа. На верхнем поясе слева направо: Искушение Христа, исцеление в Вифезде, Христос и самарянка, Успение святого Николая, Исцеление слепого. На нижнем поясе — отшельники, Святой Антоний, Евфимий, Савва, Киновиарх, Феофан Граптос, митрополит Ларисы Дионисий. На арке рядом с Богоматерью с Младенцем на руках, фигуры пророков и Святой Афанасий Метеорский.

На северной стороне нефа изображено Успение святого Ефрема Сирина и ниже один эпизод из Бытия: Адам дает имена животным (Бытие 2:20). С южной стороны иконописной северной стены, рядом с входом, святой Иоанн Лествичник. В западной части, в углу — Исцеление страдающего водянкой, ниже — Святой Евфросин Магирас. Еще две сцены из Бытия: Изгнание из Рая и Жалоба, изображенные на внешней стене нефа, слева от входа.

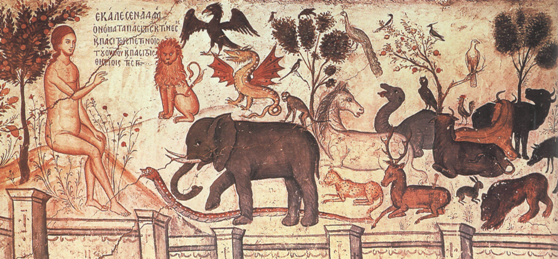
Сцена нефа собора «Адам дает имена животным»

Столь большое количество иконизированных тем, которые содержит храм Святого Николая и неф  (размером с несколько переносных икон), не встречается на поверхностях других — более грандиозных — храмов Метеоры. В иконописном убранстве храма Святого Николая — юношеской работе Феофана Стрелитзаса — заметно незаурядное мастерство художника, совершенство и зрелость его таланта: точный и устойчивый план, гармоничные и уравновешенные сцены, акцентирование догматики и чистота композиции, спокойные, вдумчивые лица фигур, изображенные настолько точно, что приобретают характер портрета. Все это составляет тайну художественного образования Феофана Стрелитзаса.
Необходимо подчеркнуть, что в декорации храма использованы сцены, которые никогда не выполнялись ни в одном уголке мира. Это, например, сцена, в которой Адам дает имена животным. Подобные темы были известны в византийских рукописных миниатюрах XII в., технику которых Феофан Стрелитзас удачно приспосабливает к большой поверхности.
Работа Стрелитзаса в храме Святого Николая в Метеоре заложила основы «Критской школы», в которой нашло выражение православное художественное творчество во времена турецкого владычества.

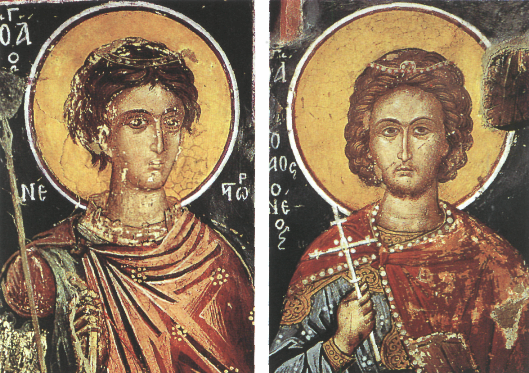
Святые Нестор и Николай Молодой
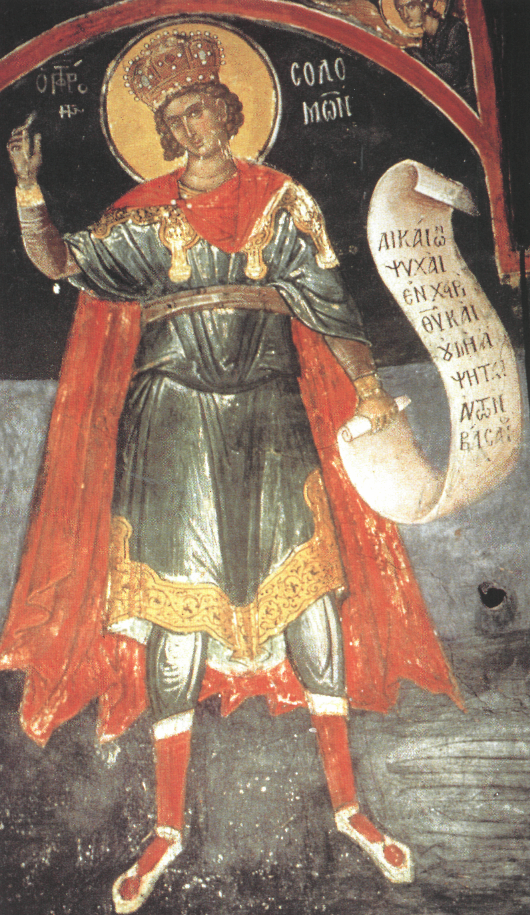
Царь Давид
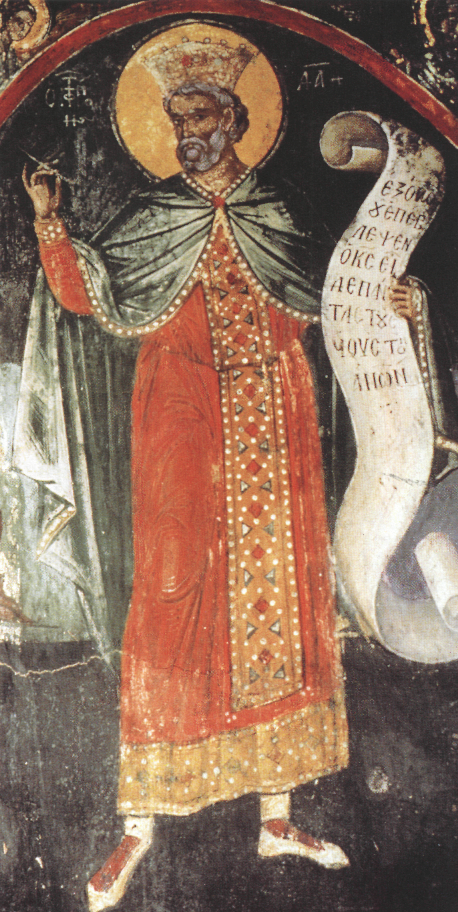
Царь Соломон
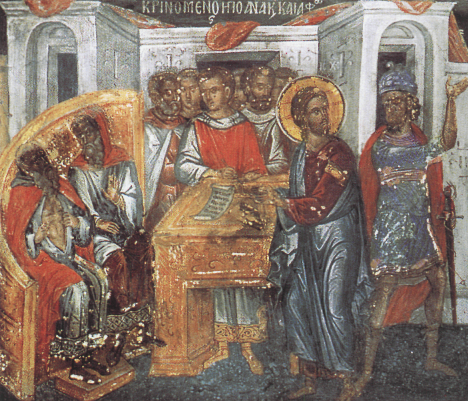
Совет Архиереев